# Alain Gayet
Pour les articles homonymes, voir Gayet.
Alain Gayet, né le 29 novembre 1922 à Paris et mort le 20 avril 2017 à Boulogne-Billancourt, est un résistant français.
Fait compagnon de la Libération, il devient chirurgien après guerre. Il est le grand-père paternel de l'actrice Julie Gayet.

## Biographie
Alain Gayet est né le 29 novembre 1922 dans le 8e arrondissement de Paris de parents médecins physiologistes et chercheurs. Lycéen germanophone, il suit avec préoccupation la montée du nazisme en Allemagne et Autriche, et lit Mein Kampf. Il est toujours lycéen quand il rejoint l’Angleterre en juin 1940, en partant de Brest à bord du chalutier « le Moncousu » qui se réfugie à Falmouth avec des sacs de valeurs de la Banque de France. Il s’engage dans la France libre alors que son père vient de mourir. Il n’a que 17 ans et est un des plus jeunes membres des Forces françaises libres (FFL). Il obtiendra, en 1943, son baccalauréat au Caire pendant la guerre.
Il sert d'abord dans le Train et participe à l'expédition de Dakar avant d'être formé comme officier et d'être affecté au 1er régiment de marche de spahis marocains en septembre 1941. Avec ce régiment il participera notamment à la seconde bataille d'El Alamein puis à la campagne de France de la 2e division blindée où il commande le 2e peloton du 2e escadron de spahis, puis l'escadron en entier à partir de Royan. Il n'a pourtant que 22 ans.
Aussitôt après guerre, il reprend ses études interrompues et devient externe puis interne des Hôpitaux, et chirurgien. Il exerce comme chirurgien libéral et chirurgien du centre hospitalier de Charleville-Mézières de 1960 à 1968, puis, en 1968 et 1969 comme chirurgien libéral à Bastia. Il est ensuite établi à Dunkerque jusqu’en 1977, puis aux Sables-d’Olonne et à nouveau à Charleville-Mézières. 
Ce retour dans les Ardennes est pour lui l'occasion de faire une incursion en politique. En juin 1981, lors des élections législatives, il est le suppléant de Hilaire Flandre, candidat RPR-UNM, dans la 1re circonscription des Ardennes. Largement distancés au 1er tour, ils sont battus par le candidat socialiste Roger Mas.
Il est le père de Brice Gayet, ancien chef du département médico-chirurgical de pathologie digestive à l’Institut mutualiste Montsouris, ancien chef de clinique à l'hôpital Saint Louis et maître de conférences à la faculté Bichat professeur de chirurgie digestive à la faculté Paris Descartes. Il est le grand-père de l'actrice Julie Gayet.
Il a été fait compagnon de la Libération le 17 novembre 1945. Du 6 mars 2017 à sa mort, il est le plus jeune des douze derniers compagnons survivants. Il déclare de ne pas viser le caveau réservé au mémorial de la France combattante du mont Valérien au dernier compagnon, mais caresse l'espoir : « Être l'avant-dernier à mourir ».
Il meurt le 20 avril 2017, atteint de la maladie d'Alzheimer.

## Décorations
- Grand officier de la Légion d'honneur[14]
- Compagnon de la Libération par décret du 17 novembre 1945[15]
- Croix de guerre 1939-1945 (5 citations)

Son portrait est exposé avec ceux des cinq autres compagnons de la Libération liés aux Ardennes, sur le mur de l'esplanade Roger Mas, à Charleville-Mézières, en France, du 31 août au 7 novembre 2024, à l'occasion de l'exposition de 110 photographies de compagnons de la Libération réalisés par le studio Harcourt.